# Deutsche Schlager-Festspiele 1997
Die Deutschen Schlager-Festspiele 1997 fanden am 1. März in der Ortenauhalle in Offenburg statt. Die Arbeitsgemeinschaft deutscher Musikwettbewerbe (ARGE) hatte zuvor Texter und Komponisten aufgerufen, Songs für diese Veranstaltung einzureichen. Bereits 1994 war versucht worden die Tradition der Deutschen Schlager-Festspiele der 1960er Jahre neu zu beleben. Ebenso gab es 1991 und 1992 mit Schlager ’91 und Schlager ’92 ähnliche Veranstaltungen unter der Bezeichnung Deutsches Song-Festival.
Aus zahlreichen Einsendungen wählte eine Jury zwölf Titel für die Schlager-Festspiele 1997 aus, die sich am 1. März anlässlich einer Live-Sendung des Südwestfunks innerhalb der ARD aus Offenburg dem Publikum und den Juroren stellten. Durch die Sendung führte Dieter Thomas Heck.
Nach Vorstellung der Titel konnten die Zuschauer sowie Jurys aus den zwölf ARD-Rundfunkanstalten ihre Wertungen abgeben. Siegerin wurde Michelle mit dem Titel Wie Flammen im Wind, den Jean Frankfurter komponiert und Irma Holder getextet hatte. Bei den Schlager-Festspielen 1994 war Michelle mit Silbermond und Sternenfeuer zweite geworden. Nunmehr erhielt sie mit den beiden Autoren ihres neuen Liedes die „Goldene Muse“. Die „Silberne Muse“ gewannen die Autoren des Titels Wo Liebe lebt, gesungen von Leonard. Die „Bronzene Muse“ erhielten die Autoren des Titels Weil du so bist, wie du bist gesungen von André Stade. Einige Titel der Schlager-Festspiele 1997, darunter Ich habe die Rose gesehn, Komm und halt mich fest sowie der Siegertitel von Michelle, werden hin und wieder im Rundfunk gespielt. Alle Titel sind auf einer CD erschienen.
Im Folgejahr wurden wieder Deutsche Schlager-Festspiele veranstaltet.

## Die Platzierung der Schlager-Festspiele 1997
| Startnr. | Interpret     | Titel                                  | Platz | Punkte | Musik                        | Text                 |
| -------- | ------------- | -------------------------------------- | ----- | ------ | ---------------------------- | -------------------- |
| 12       | Michelle      | Wie Flammen im Wind                    | 01.   | 237    | Jean Frankfurter             | Irma Holder          |
| 09       | Leonard       | Wo Liebe lebt                          | 02.   | 208    | Peter Weigel                 | Günter Kuhn          |
| 04       | André Stade   | Weil du so bist, wie du bist           | 03.   | 196    | Jean Frankfurter             | Irma Holder          |
| 11       | Tom Astor     | Eisen im Feuer                         | 04.   | 185    | Hans Knipp                   | Hans Knipp           |
| 01       | Rex Gildo     | Viva Mexico                            | 05.   | 168    | Ralph Siegel                 | Bernd Meinunger      |
| 10       | Ingrid Peters | Komm und halt mich fest                | 06.   | 166    | Willy Klüter                 | Christof Mannschreck |
| 08       | Cindy & Bert  | Ich habe die Rose geseh’n              | 07.   | 153    | Helmut Nake                  | Simon Pacemaker      |
| 05       | Mara Kayser   | Eine Nacht voller Zärtlichkeit         | 08.   | 132    | Willy Klüter                 | Bernd Meinunger      |
| 07       | Petra Frey    | Sorry – tut mir leid                   | 09.   | 130    | Irena Möbus / Bernd Rusinski | Irena Möbus          |
| 06       | Bernd Clüver  | Lass die Freunde doch mal Freunde sein | 10.   | 108    | Stephan Slowik               | Stephan Slowik       |
| 03       | Uta Bresan    | Mitten ins Herz                        | 11.   | 107    | Jean Frankfurter             | Irma Holder          |
| 02       | Hit Company   | Sonne, Mond und Sterne                 | 12.   | 082    | Alexander Dietz              | Alexander Dietz      |

## Endergebnisübersicht nach Jury- und Ted-Wertung Deutsche Schlager Festspiele 1997
| Titel                                  | BR | DLR Köln | HR | MDR | NDR | ORB | Radio Bremen | SDR | SFB | SR | WDR | SWF | TED | Platz | Punkte |
| -------------------------------------- | -- | -------- | -- | --- | --- | --- | ------------ | --- | --- | -- | --- | --- | --- | ----- | ------ |
| Wie Flammen im Wind                    | 9  | 5        | 6  | 9   | 12  | 10  | 2            | 8   | 11  | 5  | 5   | 11  | 144 | 01.   | 237    |
| Wo Liebe lebt                          | 11 | 6        | 11 | 10  | 7   | 7   | 10           | 9   | 7   | 8  | 6   | 8   | 108 | 02.   | 208    |
| Weil du so bist, wie du bist           | 12 | 12       | 9  | 12  | 9   | 9   | 9            | 12  | 10  | 11 | 9   | 10  | 72  | 03.   | 196    |
| Eisen im Feuer                         | 3  | 4        | 7  | 2   | 3   | 2   | 1            | 3   | 3   | 6  | 7   | 12  | 132 | 04.   | 185    |
| Viva Mexico                            | 8  | 7        | 2  | 4   | 1   | 1   | 5            | 6   | 5   | 1  | 2   | 6   | 120 | 05.   | 168    |
| Komm und halt mich fest                | 10 | 11       | 12 | 8   | 11  | 12  | 12           | 11  | 12  | 12 | 12  | 7   | 36  | 06.   | 166    |
| Ich habe die Rose geseh’n              | 5  | 10       | 8  | 1   | 6   | 5   | 4            | 7   | 2   | 2  | 4   | 3   | 96  | 07.   | 153    |
| Eine Nacht voller Zärtlichkeit         | 1  | 2        | 10 | 3   | 4   | 4   | 6            | 2   | 1   | 3  | 3   | 9   | 84  | 08.   | 132    |
| Sorry – tut mir leid                   | 4  | 1        | 3  | 11  | 8   | 6   | 3            | 4   | 8   | 10 | 10  | 2   | 60  | 09.   | 130    |
| Lass die Freunde doch mal Freunde sein | 7  | 3        | 5  | 7   | 10  | 3   | 8            | 10  | 9   | 9  | 8   | 5   | 24  | 10.   | 108    |
| Mitten ins Herz                        | 6  | 9        | 4  | 5   | 2   | 8   | 7            | 5   | 4   | 7  | 1   | 1   | 48  | 11.   | 107    |
| Sonne, Mond und Sterne                 | 2  | 8        | 1  | 6   | 5   | 11  | 11           | 1   | 6   | 4  | 11  | 4   | 12  | 12.   | 082    |